# Porospora gigantea
Porospora gigantea is een soort in de taxonomische indeling van de Myzozoa, een stam van microscopische parasitaire dieren. Het organisme komt uit het geslacht Porospora en behoort tot de familie Porosporidae. Porospora gigantea werd in 1869 ontdekt door van Beneden.